# Стюарт, Уильям (британский офицер, 1778—1837)
Лейтенант-генерал Уильям Стюарт (1778—1837) был офицером британской армии, участвовавшим в наполеоновских войнах.

## Биография
Уильям Стюарт родился в 1778 году. Он был третьим сыном Александра Стюарта, 10-го лорда Блантайра и Катарины, старшей дочери и наследницы Патрика Линдси из Иглскэрни, Хаддингтоншир.
Стюарт был назначен прапорщиком в 1-м гвардейском полку в 1794 году, повышен до лейтенанта и капитана в 1797 году. В 1798 году он служил в Ирландии во время ирландского восстания с 3-м батальоном. В 1799 году он сопровождал батальон в англо-русском вторжении в Голландию и участвовал в боях 27 августа, 10, 19 сентября и 2 октября. В июле 1806 года он отправился на Сицилию и вернулся в январе 1808 года. В 1807 году получил звание капитана и подполковника. В 1809 году он служил в экспедиции в Вальхерен.
После этого Стюарт служил на Пиренейской войне и получил медаль за битву при Ниве. В 1814 году он получил звание полковника армии и был назначен третьим майором гренадерской гвардии. Он был командиром 3-го батальона 1-го гвардейского полка во время кампании Ватерлоо. Он сражался в битве при Катр-Бра, в которой был ранен, и, возможно, потерял в результате этой раны руку, хотя старый ярлык на обратной стороне приведённой картины указывает, что он получил эту травму в Ватерлоо. Он был произведен в генерал-майоры 19 июля 1821 года, а спустя некоторое время в лейтенант-генералы.
Стюарт не был женат и скончался 15 февраля 1837 года в Эрскин-Хаус, Ренфрушир, в возрасте 58 лет.